# ケネス・オドネル
ケネス・フィリップ・オドネル（Kenneth Phillip O'Donnell, 1924年3月4日–1977年9月9日）はアメリカ合衆国の政治家。ジョン・F・ケネディの側近の一人であり、｢アイリッシュ・マフィア｣と呼ばれた人々の一人である。

## 経歴
元の名前はPhillip Kenneth O'Donnellであったが、60年代に上記の様に変更した。第二次大戦後ハーバード大学に進学し、そこでロバート・ケネディと出会う。卒業後、ボストン大学法律大学院に在籍した。
オドネルはジョン・ケネディの上院議員選挙を手伝い、上院スタッフを経て1960年のジョン・ケネディ大統領選キャンペーンスケジュール責任者となる。ケネディの大統領当選後、大統領特別補佐官となる。
オドネルはアメリカのベトナム戦争参戦反対者として知られていたという。

### 二人の親友の死と晩年
1963年11月にダラスで起きたケネディ大統領暗殺事件の際に彼は車に乗っていた。この遊説に関わっていた彼にこの事件は大きなショックを与えた。その後、1965年までリンドン・ジョンソン大統領の下で勤務したオドネルは、1966年にマサチューセッツ州知事選挙のための民主党の指名を得ようする。だが対抗馬のエドワード・マコーマックに6万4000票差で敗れた。ジョンの弟のロバートが1968年に大統領予備選挙に出馬した時、彼はロバート・ケネディの選挙事務所長を務めた。 しかし1968年6月5日にロサンゼルスでロバート・ケネディが暗殺される。ジョンに続いての事件は彼に大きな影を落とす。1970年に再びマサチューセッツ州知事選挙のために民主党の指名を得ようと試みるが、4人の民主党員の候補者中最下位で、指名を得られなかった。2人の親友の死、そして追い打ちをかけるように選挙の当てが外れた彼はアルコール使用障害に陥る。彼は妻であるヘレンの死の数か月後、1977年9月に死去した。